# Pointe-aux-Lièvres
La Pointe-aux-Lièvres est un méandre de la rivière Saint-Charles, à Québec. On retrouve actuellement à cet endroit le parc de la Pointe-aux-Lièvres.

## Historique

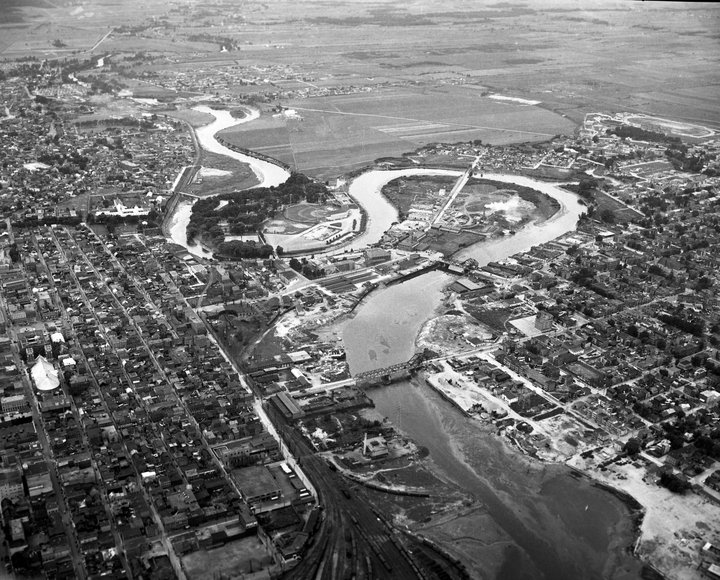
La Pointe-aux-Lièvres, en 1945, quelques années avant sa reconfiguration.

À l'époque du début de la Nouvelle-France, au  XVIe siècle, il existait à cet endroit deux presqu'îles. Abraham Martin, l'un des premiers colons et paysans français, avait l'habitude de faire descendre son troupeau jusqu'à cette pointe qui servait de lieu de pâturage. Vers le milieu du XXe siècle, on développa des industries sur la Pointe-aux-Lièvres et on construit le Stade de Québec sur l'autre presqu'île (aujourd'hui le Parc Victoria). À la fin des années 1950, on décida d'unir les deux pointes et ainsi créer le plus gros méandre de la rivière Saint-Charles afin d'y faire passer l'autoroute 73.
Un parc d'activités hivernales y est présentement installé. On a décontaminé le site et un écoquartier s'y développe peu à peu depuis 2016

## Galerie

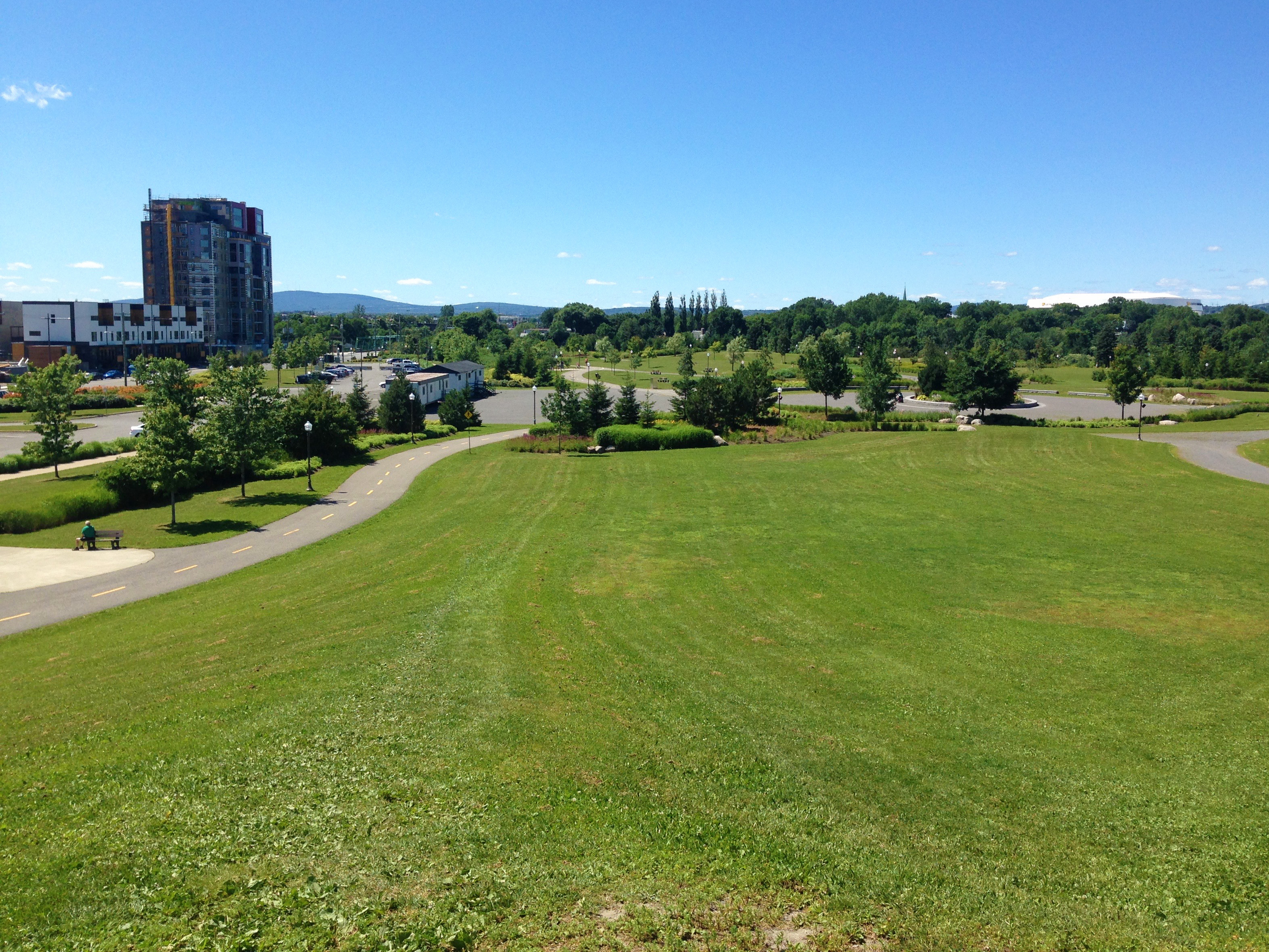
Parc de la Pointe-aux-Lièvres
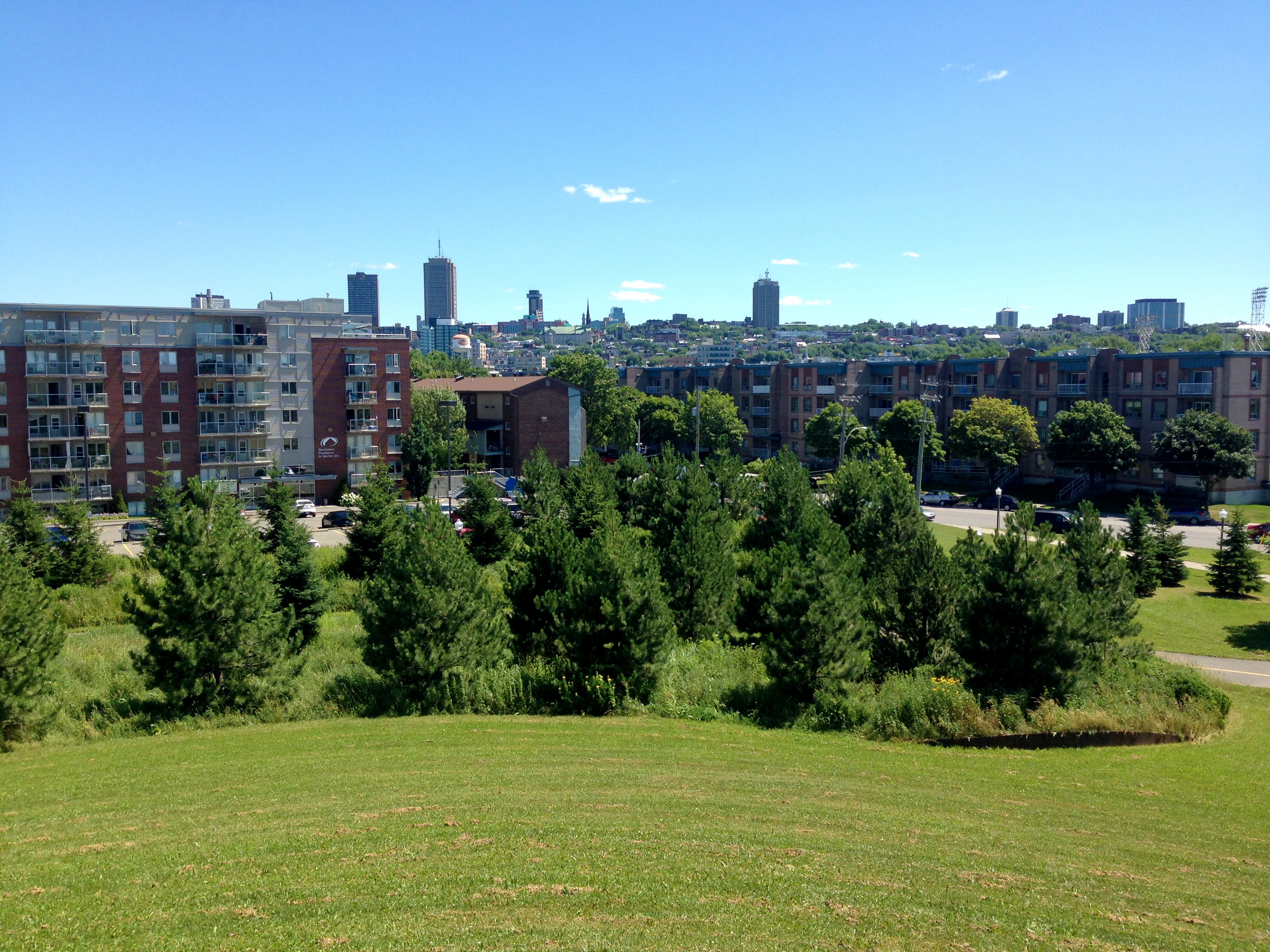
Le centre-ville vu depuis la Pointe-aux-Lièvres
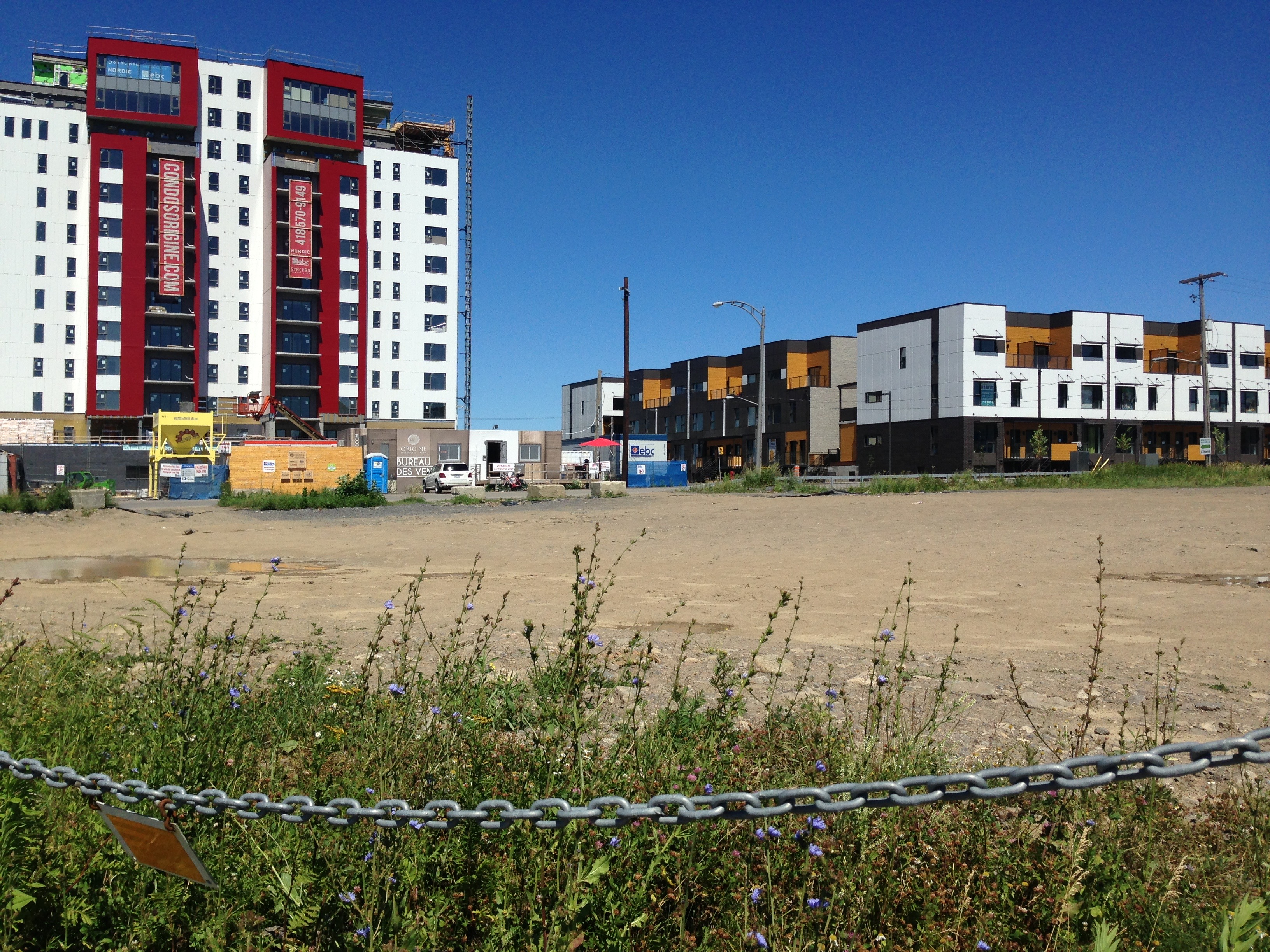
Développement domiciliaire en 2017